# ヴァルハラ

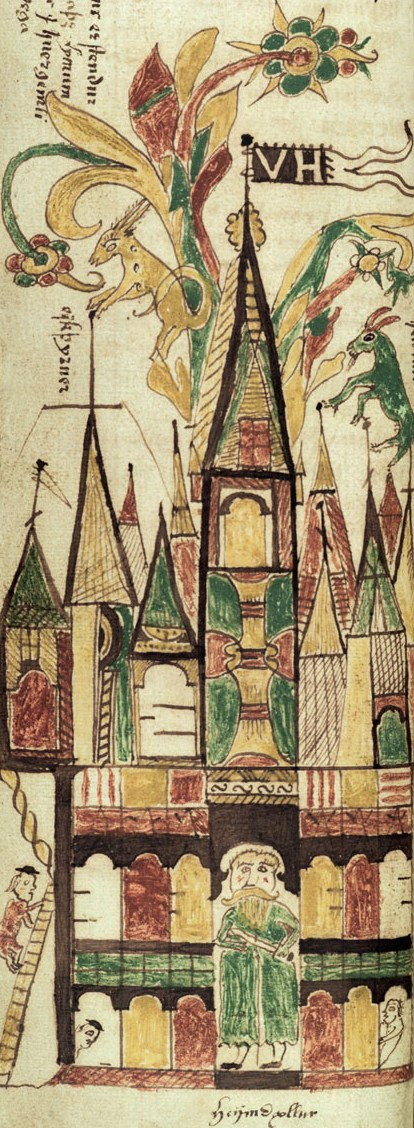
『散文エッダ』写本AM738.4°（1680年）に描かれたヴァルハラ。屋根の上の左側がエイクスュルニル、右側がヘイズルーン。大樹レーラズが影を落としている。この絵ではヘイムダルが門を守っている。

ヴァルハラ（ドイツ語: Walhalla）は、北欧神話における主神オーディンの宮殿。古ノルド語ではヴァルホル（Valhöll、戦死者の館）という。

## 概要
ヴァルハラはグラズヘイムにあり、ワルキューレによって選別された戦士の魂（エインヘリャル）が集められる。レーラズ（ユグドラシルの1本）の影が落ちるこの宮殿には、540の扉、槍の壁、楯の屋根、鎧に覆われた長椅子があり、狼と鷲がうろついているという。これは、戦場の暗喩である。館の中では戦と饗宴が行われ、ラグナロクに備える。また、この館には雄鶏のグリンカムビ（黄金の鶏冠）が住んでいるとされている。
『グリームニルの言葉』第8節には、次のようなことが書かれている。
オーディンは狼のゲリとフレキおよびワタリガラスのフギンとムニンを従え、この館の王座につくとされる。
なお、スウェーデンには「ヴァルハル」という名の山が多い。北欧では、死者は聖なる山で生き続けるという民間信仰があり、この聖山信仰と、戦士の父オーディン、ヴァルキュリャとが結びつき、ヴァルハラのイメージが出来上がったと考えられている。

## 備考
『ギュルヴィたぶらかし』によれば、オーディンの住む宮殿はヴァルハラではなく、ヴァーラスキャールヴである。